# Jesus Was a Capricorn
A Jesus Was a Capricorn Kris Kristofferson, negyedik albuma amelyet 1972-ben adott ki a Monument Records.  A borító érdekessége az, hogy a képen Kris és a későbbi felség Rita Coolidge látható. Habár az album nem volt nagy siker, a  "Why Me"  című dal a  country listák első helyére került.

## Dalok
Minden dalt kris Kristofferson írt kivéve ahol jelölve van.
1. Jesus Was a Capricorn – 2:28
2. Nobody Wins – 3:06
3. It Sure Was (Love) – 2:51
4. Sugar Man – 3:59
5. Help Me (Larry Gatlin) – 3:22
6. Jesse Younger – 2:40
7. Give It Time to Be Tender – 3:26
8. Out of Mind, Out of Sight – 2:58
9. Enough for You – 3:05
10. Why Me – 3:26

## Munkatársak
- Kris Kristofferson – gitár, ének